# Горбыли (Смоленская область)
Горбыли — деревня в Ярцевском районе Смоленской области России. Входит в состав Суетовского сельского поселения. Население — 1 житель (2007 год). 
Расположена в центральной части области в 10 км к востоку от Ярцева, в 4 км южнее автодороги М1 «Беларусь», на берегу реки Ольховка. В 2,5 км северо-западнее деревни расположена железнодорожная станция Свищёво на линии Москва — Минск. 

## История
В годы Великой Отечественной войны деревня была оккупирована гитлеровскими войсками в июле 1941 года, освобождена в сентябре 1943 года.